# Antichan-de-Frontignes
Antichan-de-Frontignes ist eine französische Gemeinde mit 171 Einwohnern (Stand 1. Januar 2022) im Département Haute-Garonne in der Region Okzitanien (zuvor Midi-Pyrénées). Die Einwohner werden als Antichanais bezeichnet.

## Geographie
Umgeben wird Antichan-de-Frontignes von den sechs Nachbargemeinden: 
| Lourde                  | Saint-Pé-d'Ardet                            |         |
| Ore                     | Kompassrose, die auf Nachbargemeinden zeigt | Moncaup |
| Frontignan-de-Comminges |                                             | Fronsac |

## Bevölkerungsentwicklung
| Jahr                      | 1962 | 1968 | 1975 | 1990 | 1999 | 2006 | 2013 | 2016 | 2019 |
| ------------------------- | ---- | ---- | ---- | ---- | ---- | ---- | ---- | ---- | ---- |
| Einwohner                 | 96   | 92   | 71   | 73   | 84   | 82   | 95   | 130  | 186  |
| Quelle: Cassini und INSEE |      |      |      |      |      |      |      |      |      |

## Sehenswürdigkeiten
- Kirche Notre-Dame-de-l'Assomption